# Mastacembelus sexdecimspinus
Mastacembelus sexdecimspinus är en fiskart som först beskrevs av Roberts och Travers, 1986.  Mastacembelus sexdecimspinus ingår i släktet Mastacembelus och familjen Mastacembelidae. IUCN kategoriserar arten globalt som nära hotad. Inga underarter finns listade i Catalogue of Life.